# Александрув (Мінський повіт)
Александрув (пол. Aleksandrów) — село в Польщі, у гміні Якубув Мінського повіту Мазовецького воєводства.
Населення — 258 осіб (2011).

## Демографія
Демографічна структура станом на 31 березня 2011 року:
|          | Загалом | Допрацездатний вік | Працездатний вік | Постпрацездатний вік |
| -------- | ------- | ------------------ | ---------------- | -------------------- |
| Чоловіки | 127     | 33                 | 77               | 17                   |
| Жінки    | 131     | 35                 | 66               | 30                   |
| Разом    | 258     | 68                 | 143              | 47                   |